# Mjölnir

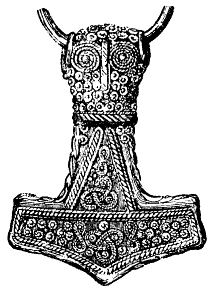
Mjölnir, archäologischer Fund von Bredsättra auf Öland/Schweden

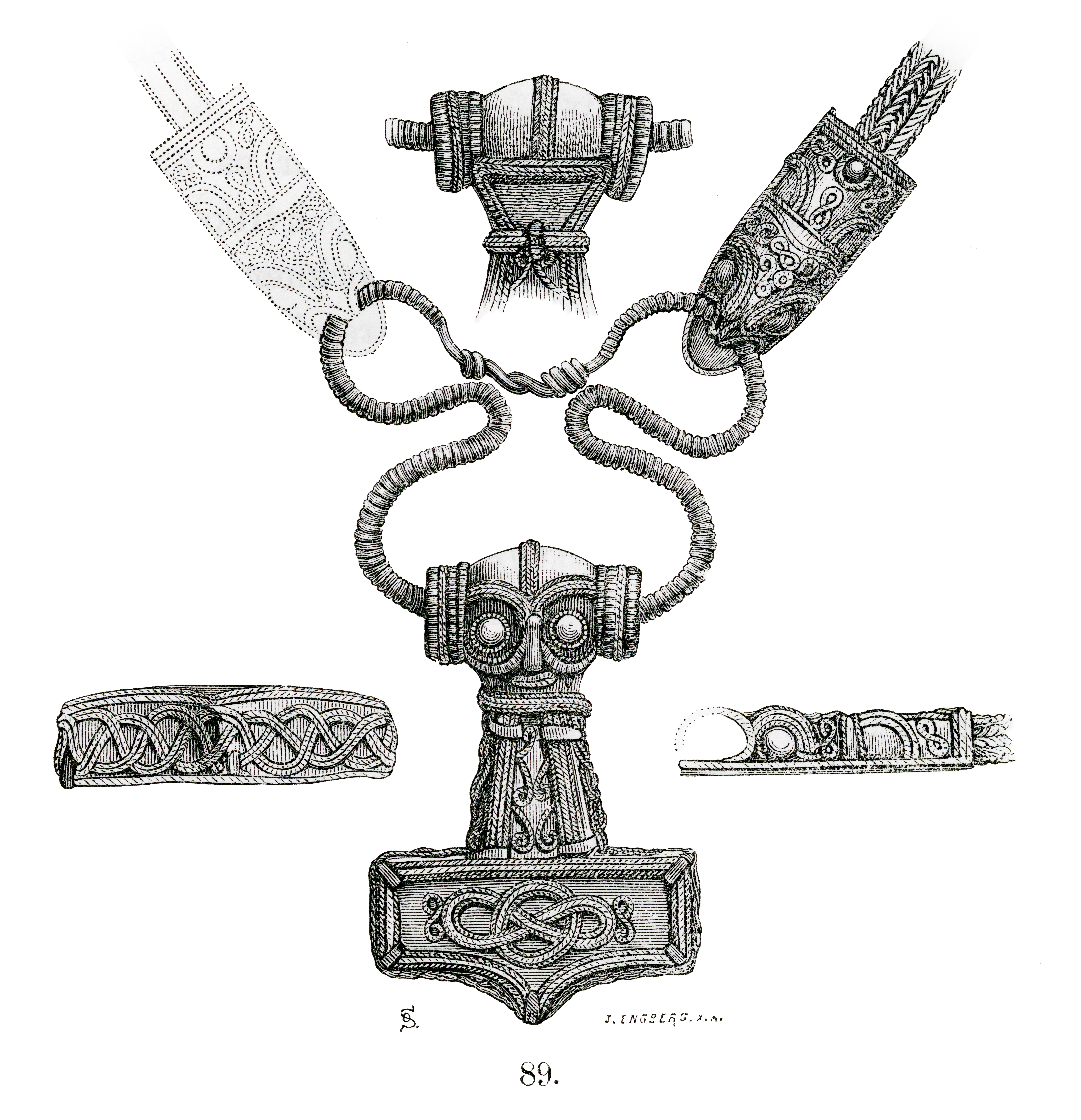
Thorshammer von Ödeshög

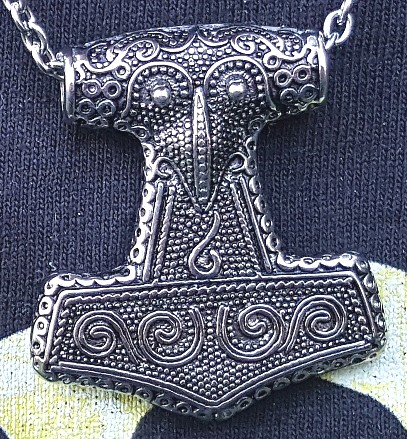
Nachbildung des Thorshammers von Schonen, Schweden; Originalfund von etwa 1000 n. Chr.

Mjölnir (isländisch; aus altnordisch Mjǫllnir, Bedeutung umstritten, womöglich „Malmer“, „Blitz“ oder „glänzende Blitzwaffe“, deutsch umgangssprachlich auch Thorshammer) heißt in der germanischen Mythologie ein Kriegshammer, die magische Waffe des Gottes Thor im Kampf gegen Feinde der Götter wie die Thursen und die Midgardschlange.

## Mythologie

### Erschaffung und Eigenschaften
Snorri Sturluson berichtet in der Skáldskaparmál von der Erschaffung des Hammers. Mjölnir wurde von den beiden Zwergen Sindri und Brokkr geschmiedet. Wenn er geworfen wird, verfehlt er nie sein Ziel und kehrt wieder in die Hand des Werfers zurück (Vgl. Gungnir). Eigentlich wollte Brokkr Mjölnir mit einem langen Griff ausstatten. Doch Loki hatte mit Brokkr um seinen Kopf gewettet, dass dessen Gaben bei den Göttern keinen Gefallen finden würden. Um seinen Kopf nicht zu verlieren, stach er Brokkr als Mücke getarnt in ein Augenlid, um ihn von der Arbeit abzulenken und das Gelingen zu vereiteln. Dadurch geriet der Griff sehr kurz. Dennoch wurde der Hammer von den Göttern als das beste Kleinod anerkannt; Loki konnte sich zwar herausreden und verlor nicht den Kopf, doch wurde ihm daraufhin der Mund zugenäht.

### Diebstahl und Wiederbeschaffung
Die þrymskviða, ein Lied der Älteren Edda, erzählt vom Diebstahl des Hammers durch den Riesen Thrym. Für die Herausgabe des Hammers fordert der Riese die Göttin Freyja als Braut. Da diese den Handel rundheraus ablehnt, werden Thor und Loki mit Frauenkleidern als Braut und Brautjungfer getarnt ins Reich der Riesen geschickt. Fast entdecken die Riesen den Betrug, da Thor viel zu schnell beinahe das gesamte Festmahl hinunterschlingt. Doch Loki überlistet Thrym, indem er behauptet, die Braut habe lang gefastet und sei deshalb sehr hungrig. Der falschen Braut wird daraufhin nach altem Brauch der Hammer als Zeichen der Segnung in den Schoß gelegt. Wieder im Besitz seiner Wunderwaffe, erschlägt Thor den Riesen und seine Sippe und kehrt siegreich nach Asgard zurück. Das Lied gilt als Schöpfung des frühen 13. Jahrhunderts ohne Verankerung in der tradierten nordgermanischen Mythologie.

## Hammer-Amulette

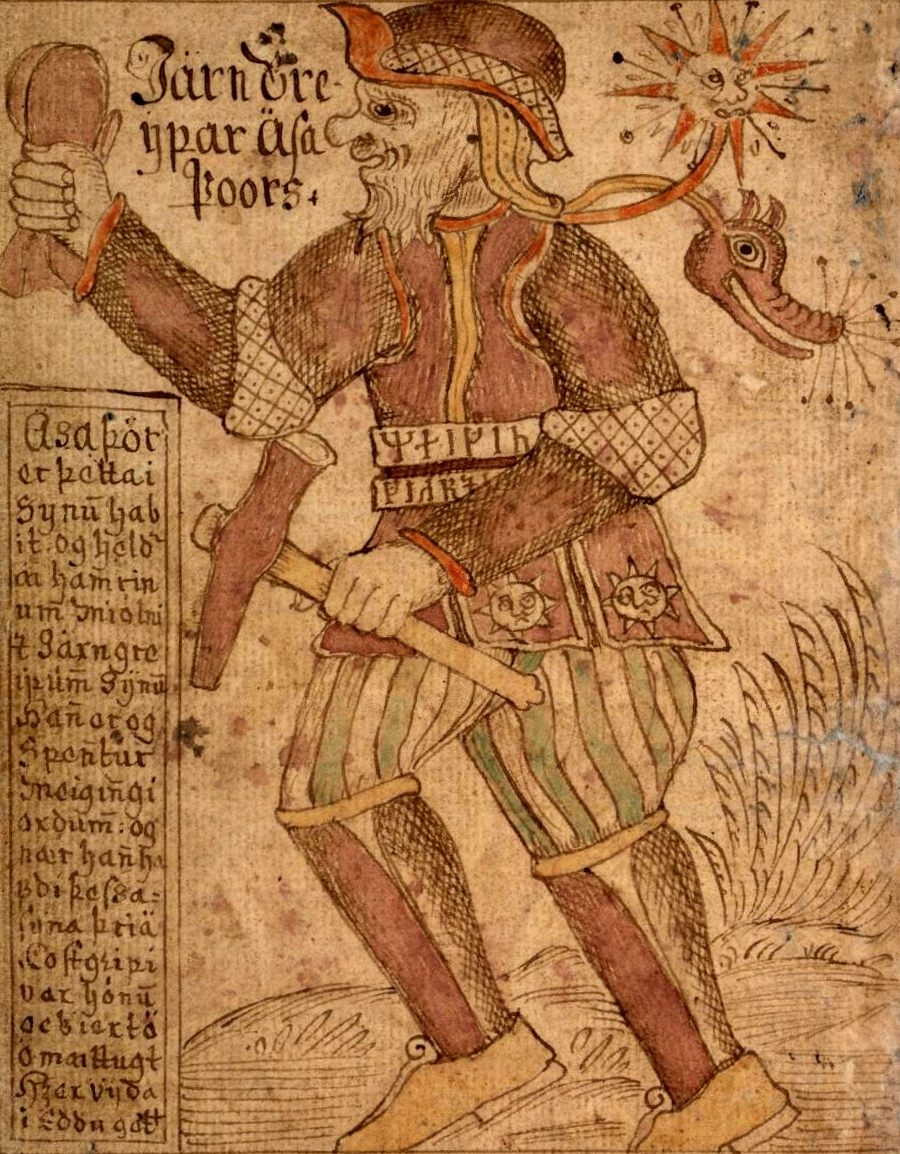
Thor mit Hammer, isländische Darstellung aus dem 18. Jahrhundert

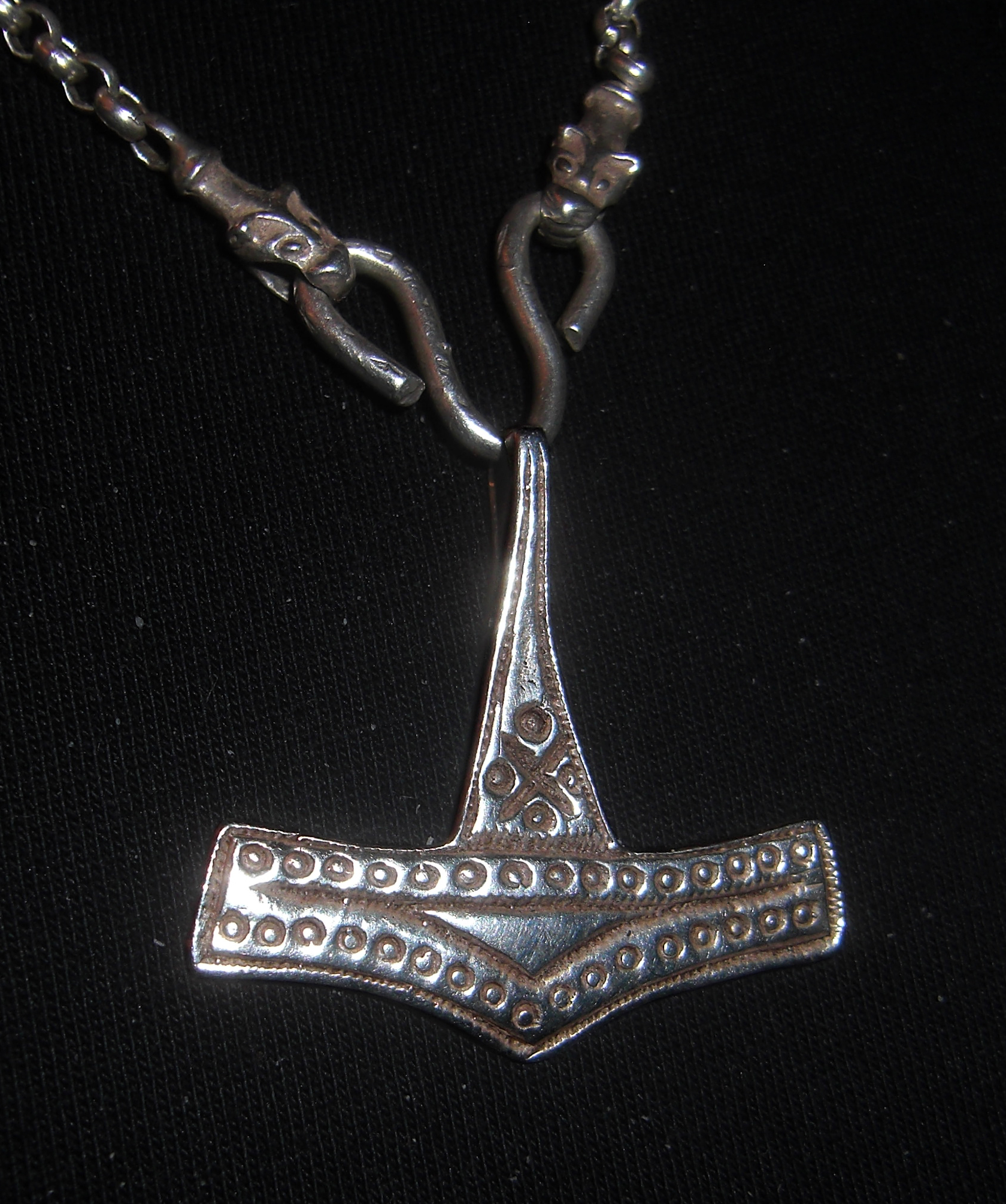
Fund von Rømersdal, Bornholm

### Historisch
Der „Thorshammer“ wurde von der älteren Forschung gemeinhin als Symbol Thors angesehen. Er wurde als Amulett um den Hals getragen (siehe Bild).
Es gibt viele verschiedene Formen von Hammer-Amuletten. Eiserne Thorshämmer an eisernen Halsreifen fand man in Brandgräbern des 9. und 10. Jahrhunderts, hauptsächlich im Gebiet der Svear in Mittelschweden, in Jütland, auf Åland sowie vereinzelt in Osteuropa.
Etwa 50 silberne Thorshämmer kennt man aus Schatz-, Grab- oder Siedlungsfunden. Sie konzentrieren sich auf Süd- und Mittelskandinavien und Island. Sie können in das 10. und auf Gotland bis ans Ende des 10. Jahrhunderts datiert werden. Einige Funde stammen aus Polen und England, darunter einige Exemplare aus Bernstein.
Da die Funde fast ausnahmslos aus Gräbern weiblicher Personen sowie aus der Übergangszeit zwischen heidnischem und christlichem Glauben in Skandinavien stammen, könnten sie eine Reaktion auf das christliche Kreuz darstellen; auch eine Bedeutung als christliches Symbol wird in der Forschung diskutiert. Möglicherweise stehen sie mit Fruchtbarkeitsriten oder Eheweihungen in Verbindung. Eine weitere gleichsinnige Verwendung ist von einigen Runensteinen (Runenstein von Hanning, Runenstein von Læborg, Runenstein von Stenkvista) in Dänemark und Schweden in der Übergangszeit bekannt.
Der Runen-Thorshammer von Købelev, 2014 gefunden bei Købelev auf der dänischen Insel Lolland, ist der bisher einzige mit Runen versehene Amulett-Fund eines Thorshammers. Laut Lisbeth M. Imer, Kuratorin am Dänischen Nationalmuseum, bestätigt die Inschrift den Gegenstand erstmals als Hammer. Imer versteht H M A R x I S als eine Fehlschreibung von hamar is, „Dies ist ein Hammer“, wobei sie das x als Worttrenner interpretiert, und vermutet einen wenig schreibkundigen Menschen als Autor.
Der vielzitierte Religionslehrer und Hobby-Runologe Alfred Becker geht von einer „runenmagischen“ Bedeutung aus. In der Forschung werden seine Ansichten jedoch nicht rezipiert. Der derzeitige wissenschaftliche Konsens tendiert dahin, den Akt des Schreibens an sich in Verbindung mit den verwendeten Materialien als „magischen“ Vorgang zu betrachten, der beispielsweise eine Amulettfunktion auf den beschrifteten Gegenstand übertragen könne.

Moderne Verwendung
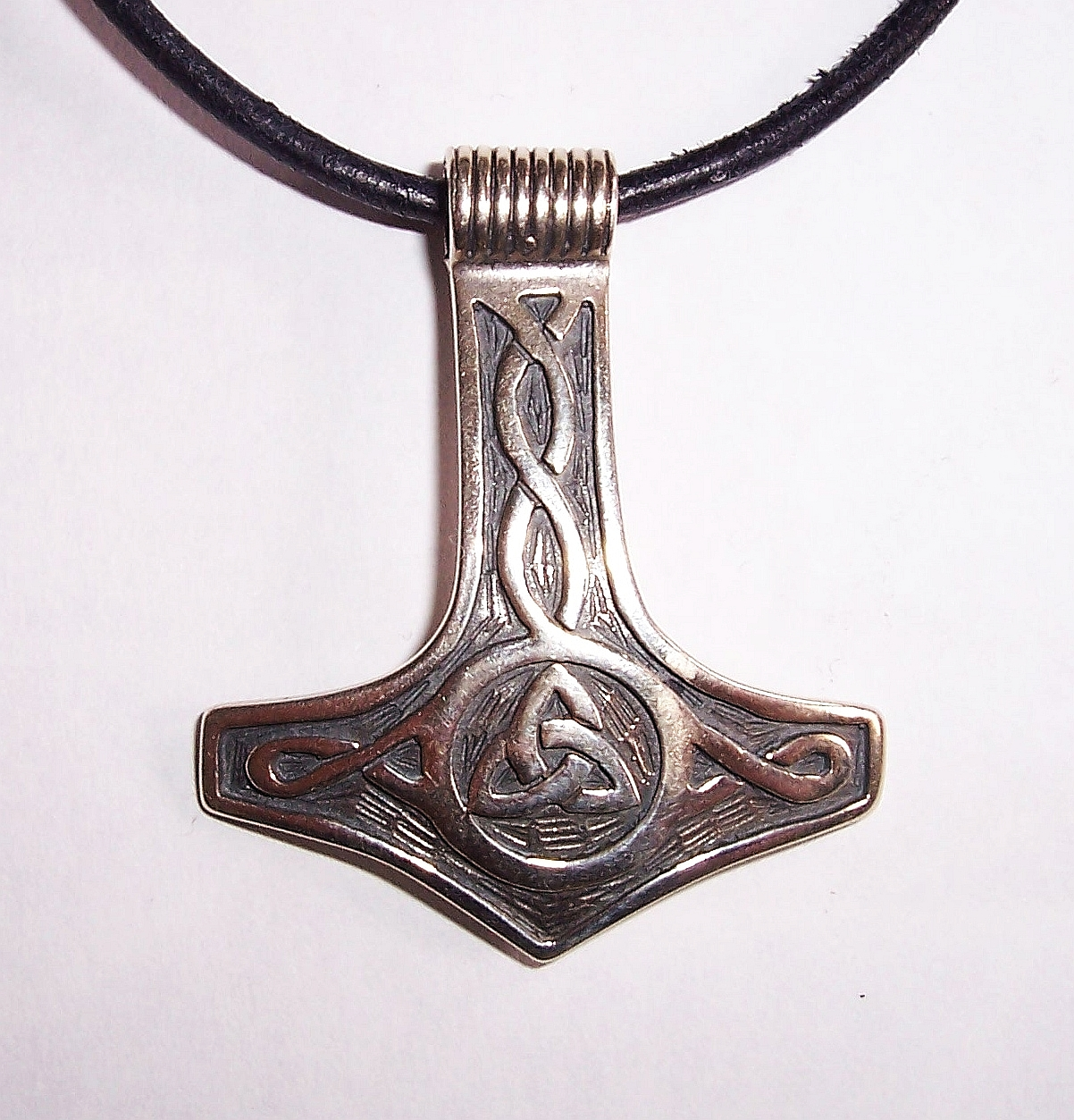
Thorshammer als neuzeitlicher Schmuck
Thorshammer im Wappen der schwedischen Gemeinde Torsås
Thors Hammer (USVA-Emblem 55)

### Moderne Verwendung
Heutzutage werden solche Hammer-Amulette in verschiedensten Formen als originalgetreue Replik historischen Vorbildern nachempfunden oder als fantasievolle Neuschöpfung angeboten. Zahlreiche Menschen, insbesondere in Skandinavien und Norddeutschland, tragen Thorshämmer als Schmuck ohne religiösen oder ideologischen Symbolgehalt, abgesehen von einer Verbundenheit mit nordischer bzw. skandinavischer Kultur und Geschichte und Interesse an der Wikingerzeit.

#### Mjölnir im Metal und LARP
In der Metal-Szene wird dieses Symbol hauptsächlich von Anhängern der Musikrichtungen Pagan Metal und Viking Metal getragen und gilt dort als ein positives Symbol innerer Stärke und Tatkraft und als Zeichen der Verbundenheit untereinander. Beliebt ist der Thorshammer außerdem bei Angehörigen der „Schwarzen Szene“ und traditionell bei Rockern (Bikern). Auch bei LARP-Spielern mit Bezug zu Wikingern und Fans der Mittelalter- und Mittelalterrock-Szene ist der Thorshammer ein beliebtes Accessoire. Sie werden zudem von Anhängern des Asatru (germanisch inspiriertes Neuheidentum) ebenfalls als Zeichen ihres Glaubens getragen.

#### Mjölnir als politisches Symbol
Der Thorshammer wurde von der um 1880 entstandenen Völkischen Bewegung als Abzeichen verwendet, wurde aber 1910 zunehmend vom Hakenkreuz abgelöst. In jüngerer Zeit wurde der Hammer als legal verwendbares germanisches Symbol von der rechtsextremen Szene wiederentdeckt. Aus diesem Grunde wird er immer häufiger auch in Listen rechtsextremer Symbole und Zeichen geführt.
„Mjölnir“ war auch der Künstlername des Reichsbeauftragten für Künstlerische Formgebung Hans Herbert Schweitzer, eines bekannten Grafikers aus der Zeit des Dritten Reichs.

#### Heraldik
Der Thorshammer findet auch in der Heraldik Verwendung. In den USA ist er eines der offiziell zugelassenen Glaubenssymbole auf Grabsteinen, die von der Regierung für Soldaten und Veteranen bezahlt und gesetzt werden.